# Băiuț, Maramureș
Băiuț (în maghiară Erzsébetbánya, în trad. "Mina Elisabeta") este satul de reședință al comunei cu același nume din județul Maramureș, Transilvania, România.

## Etimologie
Etimologia numelui localității: din subst. baie „mină” (< lat. *bannea sau magh. bánya) + suf. dim. -uț.

## Geografie
Satul Băiuț este situat între masivele Gutâi și Țibleș, pe una din văile de unde izvorăște Lăpușul, la 30 km de Târgu Lăpuș, 80 km de Baia Mare pe ruta către Târgu Lăpuș și 52 km pe ruta către Cavnic (drum închis însă pe timp de iarnă). Are hotar comun cu Botiza, Jereapăn (Budești), Cavnic, Cupșeni (Ungureni) și Lăpuș. Forma de relief a zonei este constituită în proporție de 78% din munți vulcanici de înălțimi mijlocii (Munții Lăpușului), cu o erodare intensă și în proporție de 22% din dealuri și depresiuni intramontane. Predominanța reliefului muntos influențează și celelalte componente ale cadrului natural cum sunt: clima, hidrografia, vegetația și fauna. Mai influențează de asemenea și extinderea limitată a gospodăriilor, orientările profesionale (legate în principal de existența unor importante resurse ale subsolului dar și a vegetației forestiere) și, nu în ultimul rând, specificul cultural.
În literatura geografică veche, mulți autori considerau că localitatea Băiuț este situată exact la limita dintre Munții Gutâi și Munții Țibleș. Caracteristicile geomorfologice însă, demonstrează faptul că masivele montane care străjuiesc localitatea (Văratec (1357 m), Secu (1311 m), Prislop (1332 m), Sermeteș (1306 m), Pleșca (1322 m), aparțin de Munții Țibleș, respectiv de o subunitatea a lor și anume Munții Lăpușului.
În ceea ce privește climatul, localitatea Băiuț se încadrează în sectorul cu climă de munți mijlocii și dealuri înalte, care este expusă vânturilor de vest, favorabil pădurilor. Datorită maselor de aer umed vestice sunt caracteristice ploile de lungă durată și temperaturi de primăvară mai reci decât cele de toamnă.
Temperatura medie anuală este de 6,5 C. În luna ianuarie temperatura medie este cuprinsă între -10 grade C și -6 grade C. În luna iulie media temperaturilor oscilează între 16 și 18 grade C.
Temperatura maximă absolută a fost de 38,5 grade C la 23 iulie 1939 în zona mai joasă a localității, iar temperatura minimă absolută a fost de -30,5 grade C la 11 februarie 1929 în zona muntoasă.
Din datele medii pe 60 de ani rezultă că în cursul unui an numărul de zile cu temperatură pozitivă este de 274 față de 91 zile pe an cu temperaturi medii sub 0 grade.
Fenomenul de îngheț este frecvent la munte unde altitudinea este mai mare. Numărul mediu anual al zilelor fără îngheț variază între 80-120 în zona munților joși și 120-160 de zile în zona munților înalți. În zona montană mai înaltă de regulă prima zi de îngheț este în 1 octombrie iar ultima în 1 aprilie.
În ceea ce privește precipitațiile, zona Băiuț  - Cavnic este considerată "polul precipitațiilor" din nordul României, cu precipitații ce pot ajunge și până la  peste 1400mm/an în zonele mai  înalte. Numărul zilelor anuale cu precipitații  oscilează între 150-170. Cele mai mari cantități de precipitații cad  în sezonul cald începând din aprilie și până în septembrie.

## Istoric
Diversitatea formelor de relief, climatul temperat continental, rețeaua hidrografică bogată și nu în ultimul rând subsolul bogat în minereuri auro-argentifere și complexe au făcut ca în depresiunea Lăpușului și implicit în Băiuț să existe continuitate și existență umană încă din Paleoliticul superior, și continuând cu Neoliticul, bronzul, fierul dacic etc. O dovadă a existenței vieții în această regiune este dată de cercetările efectuate în zonă în urma cărora s-au descoperit urme (măsele, cranii și oase de urși) în peștera de la Poiana Botizii, declarată în prezent rezervație speologică.
Epoca Bronzului este perioada în care este conturată aici prezența comunității tracice, civilizația care se dezvoltă este în legătură directă cu bogatele resurse metalifere din zonă.
În epoca fierului, în urma cercetărilor făcute de prestigioși cercetători români și maghiari s-a confirmat că dacii au scos și au prelucrat aurul și argintul după o tehnologie relativ bine reconstituită astăzi iar uriașa cantitate de aur dusă de romani după cucerire (106 e.n) provine și din zona metaliferă Maramureș deși nu au stăpânit efectiv zona (în acest teritoiu trăiau dacii liberi). Urme ale acestor exploatări sunt pe muntele Văratec, Remetea Sighet, Cavnic, Băiuț etc.
Până și toponimul de Băiuț este de proveniență latină (de la baie, prin analogie intrarea în mină se considera tot o baie, datorită temperaturii ridicate a mediului umed și închis)
Pentru perioada secolelor VI – XII (e.n) toate dovezile și argumentele arheologice, etnografice, numismatice, toponimice, epigrafice și logice, precum și contactul direct cu marile migrații ale unor populații din primul mileniu al e.n pledează pentru existența și continuitatea românilor în bazinul minier Maramureș, în zona depresionară Lăpuș.
Deși este atestată documentar în anul 1630, mina din Băiuț a fost pomenită pentru prima dată în documente în anul 1315 și era încorporată în sens administrativ mai larg în Țara Lăpușului (Terra Lapus). Prima atestare documentară: 1315 (terra Lapus). La început în anul 1630 s-a numit Lapos-Banya (kedar, IV, 549) urmând ca în anul 1850 să fie denumită Bajutzte, iar din 1854 Olah Lapos – Banya sau Băiuța (adică o mină mai mică din hotarul comunei Olahlapos(Lăpușul Românesc)). După alte documente aflăm că se mai numea, prin 1913 și Erzsebetbanya, fie în amintirea proprietaților de aici a Elisabetei, soția lui Iancu de Hunedoara și mama lui Matei Corvin, fie pentru a elimina din denominația minei Băiuț partea care atestă apartenența ei la o localitate pur românească, cuprinsă în sintagma Olah Laposbanya.
Atestat din sec.XVIII sub numele de Oláhláposbánya, când a început extracția minereurilor, și popularea văii cu meseriași veniți în principal din Moravia, Zips, Silezia, Galiția. La începutul secolului XX se practicau diferite meserii, contribuind la o puternică dezvoltare economică.
Exploatarea resurselor minerale reprezintă activitatea principală, iar ca anexă, pe lângă mină, funcționau ateliere de fierărie, lăcătușerie, tâmplărie (la început cu mașini acționate hidraulic). Ulterior, energia electrică era furnizată de un generator acționat de o turbină de abur alimentat de la un cazan cu lemne, înlocuit in anii 50 cu un grup electrogen pe bază de combustibil Diesel.
Pe lângă minerit, se practică exploatarea lemnului, fiind în funcțiune mai multe gatere hidraulice acționate de apa colectată din râu și dirijată prin canale ingenios construite. Au mai funcționat ateliere de tâmplărie, fierărie, un atelier de fabricat pipe, și un atelier de uscat semințe de brad pentru valorificarea potențialului pădurilor din zonă.
Se practică la scară mică creșterea animalelor, sezonier culegerea fructelor de pădure și a ciupercilor.
Satele din jur valorificau legume, fructe și produse animaliere pe piețele din Băiuț.
În anul 1893 Dr. Intze Béla a înființat o stație pilot de preparare vaccin contra variolei.

## Economie
- Exploatarea lemnului
- Mineritul (în declin)

## Turism
- Rezervația naturală “Peștera cu Oase” (0,5 ha) - descoperită în anul 1862 de geologul austriac Franz Posepny, este situată la aprox. 3 km din drumul principal spre satul Poiana Botizii. Formată în calcare jurasice, cu forme concreționare rezultate prin depunerea bicarbonatului de calciu în urma evaporării apei din soluțiile bicarbonate. Resturile fosile ale ursului de cavernă "ursus spaeleus" (de unde provine și numele), descoperite aici, dovedesc că rigorile iernii din perioada glaciară pleistocenă s-au manifestat din plin și pe plaiurile acestor munți mici, nu numai în etajele superioare ale masivelor carpatice înalte. Datorită existenței acestor resturi fosile, peștera a fost declarată rezervație speologică de mare interes științific și paleontologic..
- Rezervația "Tăul Negru" (Strâmbu Băiuț) - situată în apropierea izvoarelor Văii Chelementului, este o turbărie oligotrofă în care vegetează planta carnivoră Roua Cerului (Drosera Rotundifolia).
- Izvorul mineral pulsatoriu (borcutul) din Poiana Botizii - situat la confluența V. Poienii și V. Cizma, aprox. 3 km nord de centrul localității, a fost descoperit în anul 1969 prin executarea unui foraj de cercetare. Pulsurile au o periodicitate de 10-12 minute, cu o ridicare a nivelului apei de 30–40 cm (inițial era de peste 1m, un adevarat "gheizer"). Izvorul face parte din aureola mofetică Oaș-Gutâi-Țibleș iar pulsurile sunt datorate acumulării gazelor (CO2 si H2S) în încăperi subterane naturale, până ce presiunea gazelor o depașește pe cea a coloanei de apă, iar prin ieșirea bruscă a gazelor la suprafață este antrenată și coloana de apă minerală.
- Biserica de lemn "Sf. Petru si Pavel" (Poiana Botizii) - construită în anul 1830. Este o realizare tehnico-materială deosebită, reprezentând chintesența îndelungatei evoluții a civilizației lemnului, caracteristică a acestei regiuni.
- Prof. dr. Anișoara Sălăgeanu, renumit micolog din Romania care a descris flora speciilor de ciuperci din întreaga țară, descrie Băiuțul ca fiind zona cu cea mai mare densitate de specii de ciuperci din România.
- Flora și fauna din jur prezintă atracții deosebite prin frumusețea și varietatea lor.
- Trasee de drumeții pot fi construite în direcțiile Ocna Șugatag - Sighet, Gutâi, Lăpuș- Groși - Țibleș - Botiza - Maramureșul istoric.
- În împrejurimi se pot vizita pietrele Văratecului, Pleștii, Prislopului etc.